# Hermes Lima
Hermes Lima, né à Livramento de Nossa Senhora le 22 décembre 1902 et mort à Rio de Janeiro le 10 octobre 1978) est un juriste et homme politique brésilien. Membre du Parti social démocratique, il est le Premier ministre du Brésil du 18 septembre 1962 au 24 janvier 1963. Il est le lauréat du prix Machado de Assis 1975.